# Савочкін Ігор Юрійович
Ігор Юрійович Савочкін (14 травня 1963 , Berezovkad, Саратовська область  — 17 листопада 2021 , Москва ) — російський актор театру і кіно, телеведучий.

## Біографія
Ігор Юрійович Савочкін народився 14 травня 1963 року в селі Березівка Саратовської області Російської Федерації. Займався у театральній студії під керівництвом Володимира Федосєєва.
Закінчив Саратовський інститут механізації сільського господарства. У 1991 році закінчив театральний факультет Саратовської державної консерваторії імені Собінова (курс Римми Білякової та Георгія Баннікова).
Переїхавши до Москви, працював у театрі «На дошках» Сергія Кургіняна і в «Театрі на Покровці» Сергія Арцибашева. Працював диктором радіостанції «Ностальжі». З 2000 по 2010 рік працював у компанії Тимура Бекмамбетова «Базелевс».
З листопада 2014 року по вересень 2015 року вів публіцистичну передачу «Теорія змови» на Першому каналі, де з нового сезону його змінив Михайло Мамаєв.
Був госпіталізований у Москві 10 листопада 2021 через сильний біль у спині. Акторові зробили операцію.. Помер 17 листопада 2021 року. Причиною смерті Ігоря Савочкіна стали проблеми з печінкою. Водночас в артиста виявили онкологічне захворювання.

## Нагороди і премії
- Лауреат премії «Золоте перо кордону» за роль у фільмі «Тиха застава».
- Лауреат премії міжнародного молодіжного фестивалю короткометражного кіно «Новий обрій» за «найкращу чоловічу роль» у короткометражному фільмі «Ваші документи».

## Фільмографія
— головна роль

| Рік  |    | Назва                                 | Роль                                                               |    |
| ---- | -- | ------------------------------------- | ------------------------------------------------------------------ | -- |
| 1993 | ф  | Троцький                              | червоний командир                                                  | ру |
| 1993 | ф  | Если бы знать...                      | Протопопов                                                         | ру |
| 1999 | ф  | Наші 90-ті                            |                                                                    | ру |
| 2004 | ф  | Нічна Варта                           | Максим Іванович                                                    | ру |
| 2005 | с  | Кулагін і партнери                    |                                                                    | ру |
| 2005 | ф  | Останній бій майора Пугачова          | Хрустальов                                                         | ру |
| 2005 | ф  | Денна Варта                           | Максим Іванович                                                    | ру |
| 2005 | ф  | Громови                               | Толян                                                              | ру |
| 2005 | ф  | Владимирський централ                 |                                                                    | ру |
| 2005 | с  | Авантюристка                          | майор Ребров                                                       | ру |
| 2006 | ф  | Жесть                                 | «Термінатор»                                                       | ру |
| 2006 | кф | Логово                                |                                                                    | ру |
| 2007 | с  | Смерть шпіонам!                       | Мирон Федорович Гмиря, диверсант                                   | ру |
| 2007 | ф  | Русалка                               |                                                                    | ру |
| 2007 | ф  | Кука                                  | Толік                                                              | ру |
| 2007 | ф  | Іронія долі. Продовження              | Коля-прикордонник                                                  | ру |
| 2007 | ф  | Вигнання                              | службовець                                                         | ру |
| 2007 | с  | Диверсант. Кінець війни               | слідчий                                                            | ру |
| 2007 | ф  | Громови. Дім надії                    | Толян                                                              | ру |
| 2007 | ф  | Всі повинні померти                   | Клим                                                               | ру |
| 2008 | с  | Широка ріка                           | Василь Грабов                                                      | ру |
| 2009 | ф  | Цуценя                                | диякон Олексій Пономарьов                                          | ру |
| 2009 | ф  | Чорна блискавка                       | Борис, помічник Купцова                                            | ру |
| 2009 | с  | Офіцери 2                             | Сява                                                               | ру |
| 2009 | ф  | Час гріхів                            | Ігор                                                               | ру |
| 2009 | ф  | Адмірал                               | генерал-лейтенант Сергій Войцеховський                             | ру |
| 2010 | ф  | Кохання під прикриттям                | Тихий                                                              | ру |
| 2010 | ф  | Небо у вогні                          | 'капітан Брагін, командир штрафбату                                | ру |
| 2010 | ф  | Детективне агентство «Іван та Мар'я»  | Анатолій Якович Завадський                                         | ру |
| 2010 | ф  | «Алібі» на двох (фільм № 6 «Картина») | Ігор Юрійович Пасенко, кримінальний бізнесмен                      | ру |
| 2011 | ф  | Тиха застава                          | Старший лейтенант Бобровський                                      | ру |
| 2011 | ф  | П'ять наречених                       | Андрій                                                             | ру |
| 2011 | ф  | Життя і пригоди Мішки Япончика        | «Акула», бандит                                                    | ру |
| 2011 | ф  | Будинок                               | Дмитро Шаманов                                                     | ру |
| 2011 | ф  | Ялта-45                               | Іванов, радист                                                     | ру |
| 2011 | ф  | Неваляшка-2                           | майор міліції                                                      | ру |
| 2011 | ф  | Лише ти                               |                                                                    | ру |
| 2011 | ф  | Дві дами в Амстердамі                 |                                                                    | ру |
| 2011 | ф  | Демони                                | Чес                                                                | ру |
| 2012 | с  | Мосгаз                                | Агеєв                                                              | ру |
| 2012 | с  | Золотий запас                         | Петрович                                                           | ру |
| 2012 | ф  | Далеко від війни                      |                                                                    | ру |
| 2012 | ф  | Лист чекання                          |                                                                    | ру |
| 2013 | ф  | Марафон                               | Вова                                                               | ру |
| 2013 | с  | Нічні ластівки                        | лейтенант                                                          | ру |
| 2013 | с  | Крик сови                             | «Ворон»                                                            | ру |
| 2013 | с  | Чорні кішки                           | полковник Василь Макарович Овчаров, начальник УВС Ростова          | ру |
| 2013 | ф  | Екскурсантка                          |                                                                    | ру |
| 2013 | с  | Під прицілом                          | Павло Юрійович Карасьов, капітан поліції, дільничний уповноважений | ру |
| 2013 | ф  | Ялинки 3                              | Олексій Колесников, працівник автосалону, батько Мишка             | ру |
| 2014 | с  | Перельотні птахи                      | підполковник погрози Сергій Тарасов                                | ру |
| 2014 | ф  | Левіафан                              | слідчий                                                            | ру |
| 2014 | ф  | На глибині                            | Олександр Гашек, армійський полковник                              | ру |
| 2014 | ф  | Бритва                                |                                                                    | ру |
| 2015 | ф  | Дружина єгеря                         |                                                                    | ру |
| 2015 | с  | Метод                                 | Славик («Дачник»)                                                  | ру |
| 2016 | ф  | Слідчий Тихонов                       | «Князь», нальотчик                                                 | ру |
| 2016 | ф  | Харон                                 | Харон                                                              | ру |
| 2017 | с  | Непокірна                             | «Німець» (Сергій Миколайович), злодій у законі                     | ру |
| 2017 | ф  | Легенда про Коловрата                 | Ратмир                                                             | ру |
| 2018 | ф  | Papers, Please                        | інспектор погранслужби Арстотцки                                   | ру |
| 2018 | ф  | До самого сонця                       |                                                                    | ру |
| 2018 | с  | Домашній арешт                        | Михайло Михайлович, глава управління ФСБ Синьоозерська             | ру |
| 2018 | ф  | Людина, яка здивувала всіх            | Федор                                                              | ру |
| 2019 | ф  | Анна                                  | напарник Алекса                                                    | ру |
| 2019 | ф  | Чорнобиль. Зона відчуження. Фінал     | сторож Василь                                                      | ру |
| 2019 | с  | Епідемія                              | «Бобиль», військовий у відставці                                   | ру |
| 2019 | ф  | Бик                                   | «Мойсей», кримінальний авторитет                                   | ру |
| 2019 | с  | Колл-центр                            | човняр                                                             | ру |
| 2021 | ф  | Іван Денисович                        | татарин                                                            | ру |

## Музичні кліпи
- «Я не чаклунка» — Надія Кадишева
- «Спека» — Юлія Чичеріна
- «Дівчина містом» — В'ячеслав Бутусов
- «Нічна музика» — Скрипковий дует Вібрація
- Час лисіючих шин і шипованих троянд — Час Альбіносів.
- «Відставний майор» (2018), кліп Олексія Філатова